# Phạm Thái (Lưu Tống)
Phạm Thái (chữ Hán: 范泰, 355 – 428), tên tự là Bá Luân, người huyện Sơn Âm, quận Thuận Dương , là học giả, quan viên cuối đời Đông Tấn, đầu đời Lưu Tống trong lịch sử Trung Quốc. Ông là cha của sử gia Phạm Diệp.

## Thân thế
Thái là hậu duệ đời thứ năm của sĩ tộc họ Phạm ở huyện Thuận Dương, quận Nam Dương thời Tây Tấn. Người đầu tiên của họ Phạm thăng tiến trên quan trường là Phạm Quỹ - ông cụ của Thái – làm đến Ung Châu thứ sử, Tả tướng quân, được tiếng là quan tốt. Quỹ có ba con trai là Quảng, Trĩ và Kiên. Quảng làm đến Đường Ấp lệnh nhà Đông Tấn, cũng có tiếng tốt như cha . Kiên làm đến Hộ quân trưởng sử, nổi tiếng vì vụ án Thiệu Quảng; con Kiên là Khải làm đến Hoàng môn thị lang, nổi tiếng về thanh đàm . Trĩ mất sớm, có con là Uông. Phạm Uông – ông nội của Thái – được xem là người có công chấn hưng họ Phạm thời Đông Tấn, làm đến An bắc tướng quân, Từ, Duyện 2 châu thứ sử. Uông sanh ra Khang và Ninh. Khang mất sớm, Ninh – cha của Thái – làm đến Dự Chương thái thú .
Phạm Uông và Phạm Ninh đều là bậc danh nho đương thời; Phạm Kiên và Phạm Khải cũng có tác phẩm lưu truyền ở đời.

## Thời Đông Tấn
Thái ban đầu làm Thái Học bác sĩ, lần lượt làm tham quân ở phủ của Vệ tướng quân Tạ An và Phiếu kỵ tướng quân, Hội Kê vương Tư Mã Đạo Tử. Em họ bên ngoại  của Thái là Kinh Châu thứ sử Vương Thầm (con trai út của Vương Thản Chi) xin lấy ông làm Thiên Môn thái thú. Thầm thường tỏ ý muốn bắc phạt, nói với Thái rằng: "Nay thành trì đã dựng, quân giáp đã đủ, những muốn quét sạch Trung Nguyên, để thực hiện chí hướng ngày xưa. Bá Thông (tức Ân Ký, em họ Ân Trọng Kham) mạnh mẽ, hãy để ông ta cầm qua làm tiền khu. Biết anh tính trì trọng, muốn ủy thác hậu phương cho anh, thế nào?" Thái đáp: "Giặc giã hoành hành đã trăm năm, các bậc tiền hiền thất bại rất nhiều. Công danh dẫu quý, nhưng kiếp này tôi không dám mưu tính."
Việc chưa tiến hành thì Thầm mất, Thái được triệu làm Phiếu kỵ Tư nghị tham quân, thăng Trung thư thị lang. Bấy giờ Hội Kê vương thế tử Tư Mã Nguyên Hiển chuyên quyền, trăm quan trong ngoài triều đình muốn tâu lên điều gì, không làm biểu văn, chỉ gởi thư cho Nguyên Hiển mà thôi (sau đó Nguyên Hiển dâng biểu lên Tấn An đế); Thái nói với Nguyên Hiển như vậy là trái lẽ, nhưng ông ta không nghe. Thái vì cha mất nên rời chức, được tập tước Dương Toại hương hầu.
Hoàn Huyền khống chế triều đình, sai Ngự sử trung thừa Tổ Đài Chi tâu lên rằng Thái cùng Tiền Tư đồ tả trưởng sử Vương Chuẩn Chi (chắt của Vương Bưu Chi), Phụ quốc tướng quân Tư Mã Tuần Chi (người kế tự Tư Mã Đạo Sanh – anh trai Tấn Hiếu Vũ đế) đều "cư tang vô lễ" (tức là trong thời gian giữ tang có hành vi không hợp lễ chế); ông bị kết tội, chịu miễn quan, đày ra Đan Đồ.

## Hưởng ứng Lưu Dụ
Lưu Dụ dấy binh (404), Thái được làm Quốc tử bác sĩ. Tư Mã Hưu Chi làm Quan quân tướng quân, Kinh Châu thứ sử, lấy Thái làm Trưởng sử, Nam Quận thái thú, lại cho ông trừ chức Trường Sa tướng, Tán kỵ thường thị; Thái đều không nhận. Được vào triều làm Hoàng môn lang, Ngự sử trung thừa; sau đó bị kết tội nói sằng trong nghị luận nghi lễ cúng tế, được bạch y lĩnh chức; rồi được ra làm Đông Dương thái thú.
Lư Tuần nổi dậy (410), Thái sắp sẵn 1000 quân tham gia trấn áp nghĩa quân, mở kho cấp lương, được Lưu Dụ gia hiệu Chấn vũ tướng quân. Năm sau, được thăng Thị trung, rồi chuyển làm Độ chi thượng thư.
Sau đó Thái được dời làm Thái thường. Lưu Dụ muốn phong Lưu Nghĩa Long tước Hoa Dung huyện công – tước cũ của Nam Quận công Lưu Đạo Quy (đã mất); Thái cho rằng việc này không hợp lễ, Dụ nghe theo . Thái được chuyển làm Đại tư mã Trưởng sử, Hữu vệ tướng quân, gia Tán kỵ thường thị. Rồi được làm Thượng thư, thường thị như cũ. Thái được kiêm chức Tư không, cùng Hữu bộc xạ Viên Trạm nhận nghi lễ Cửu tích ban cho Lưu Dụ, vì thế ông theo quân đội đến Lạc Dương.
Lưu Dụ quay về Bành Thành, cùng Thái lên thành, vì ông đau chân, nên được đặc cách ngồi xe. Thái thích rượu, không câu nệ tiểu tiết, tính khoáng đạt tự nhiên, dẫu ngồi tại công sở, chẳng khác nhà riêng, rất được Lưu Dụ thưởng thức và yêu mến. Nhưng Thái không giỏi trị lý, nên không được nhiệm dụng chức vụ quan trọng; được thăng làm Hộ quân tướng quân, miễn công việc.

## Thời Lưu Tống
Lưu Dụ lên ngôi, là Lưu Tống Vũ đế (420), Thái được bái làm Kim tử quang lộc đại phu, gia Tán kỵ thường thị. Năm sau (421), triều đình bàn việc lập Quốc Học, lấy Thái lĩnh Quốc tử tế tửu, ông hăng hái dâng biểu trình bày về đạo khuyến học, nhưng Quốc Học không được lập. Bấy giờ tiền đồng thiếu thốn, cả nước không đủ dùng, có người đề nghị thu lấy đồ đồng trong dân, đúc tiền Ngũ thù; Thái can ngăn, cho rằng tiền ít lưu hành là vì kinh tế sa sút, không phải thiếu tiền; thu lấy đồ đồng sẽ gây hoang mang trong nước.
Năm Cảnh Bình đầu tiên (423) thời Lưu Tống Thiếu đế, Thái được gia vị Đặc tiến. Năm sau (424), Thái trí sĩ, được giải chức Quốc tử tế tửu. Thái dâng thư cực lực can ngăn những việc làm không chính đáng của Thiếu đế (diễn tập quân sự ở hậu viện, luyện võ ở dịch đình); Thiếu đế không nghe theo, nhưng cũng không khiển trách. Thái vốn bất bình bọn Từ Tiện Chi, Phó Lượng, đến khi Lư Lăng vương Lưu Nghĩa Chân, Thiếu đế bị hại, ông nói với thân nhân rằng: "Ta xem việc xưa nay nhiều rồi, chưa từng thấy đã nhận lời thác cô, mà giết chết tự quân, làm tội hiền vương thế này!"
Năm Nguyên Gia thứ 2 (425) thời Lưu Tống Văn đế, Thái dâng biểu chúc mừng năm mới, trình bày tình trạng hạn hán, quy kết là do có người chết oan. Sau đó Thái cưỡi thuyền nhẹ dạo chơi Đông Dương, tùy ý đi dừng, không quan tâm đến triều đình. Bọn Từ Tiện Chi hặc tội, nhưng Văn đế gạt đi. Triều đình chỉ khôi phục tước vị cho Lưu Nghĩa Chân, Thái dâng biểu xin gia tặng cho ông ta, các con của ông giữ lại, nên tờ biểu này không được dâng lên.
Năm thứ 3 (426), Văn đế giết bọn Từ Tiện Chi, Thái được tiến vị Thị trung, Tả quang lộc đại phu, Quốc tử tế tửu, lĩnh Giang Hạ vương (Lưu Nghĩa Cung) sư (thầy), đặc tiến như cũ. Văn đế cho rằng Thái là bề tôi cũ của Vũ đế, ân lễ rất trọng; cho rằng ông bị đau chân, đi lại khó khăn, ngày có buổi chầu thì được đặc cách ngồi xe đến chỗ ngồi. Thái mỗi khi trình bày, đều được Văn đế ưu ái và khoan dung. Mùa thu năm ấy có nạn hạn hán, Thái dâng biểu xin tha tội cho vợ và con gái của Tạ Hối, đế nghe theo. Khi ấy Tư đồ Vương Hoằng phụ chánh, Thái khuyên Hoằng chia quyền cho Bành Thành vương Lưu Nghĩa Khang, ông ta nghe theo.
Cuối đời Thái dốc lòng thờ Phật, ở mé tây trạch đệ dựng một tòa Chi Hoàn tinh xá . Năm thứ 5 (428), mất, hưởng thọ 74 tuổi.

## Hậu sự
Ban đầu triều đình nghị luận nên tặng Thái ngôi vị Khai phủ, Ân Cảnh Nhân nói: "Danh vọng của Thái không lớn, không thể nghị luận đến đài, tư." Vì thế Thái chỉ được truy tặng Xa kỵ tướng quân, thị trung, đặc tiến, vương sư như cũ, thụy là Tuyên hầu. Đến khi táng, Vương Hoằng ôm quan tài khóc rằng: "Anh bình sanh xem trọng Ân Thiết, nay hắn lại báo đáp thế này."

## Hậu nhân
- Trưởng tử là Phạm Ngang, mất sớm.
- Phạm Cảo, làm đến Nghi Đô thái thú.
- Phạm Yến, làm đến Thị trung, Quang lộc đại phu.
- Phạm Diệp, là người nổi tiếng nhất, sử cũ có truyện riêng. Diệp mưu phản, thất bại nên chịu đền tội.
- Con út là Phạm Quảng Uyên, có văn tài, làm đến Vũ Lăng vương (Lưu Tuấn) Phủ quân Tư nghị tham quân, lĩnh Ký thất. Quảng Uyên bị Diệp liên lụy, cũng chịu tội chết.

Vụ mưu phản của Phạm Diệp đã kết thúc hoạn lộ của Thuận Dương Phạm thị.

## Trước tác
Thái đã đọc hàng ngàn quyển sách, thích làm văn chương, yêu việc khuyến khích đời sau, chăm chăm không quên. Thái soạn "Cổ kim thiện ngôn" 24 thiên cùng Văn tập, lưu truyền ở đời.

## Đánh giá
Vương Thầm thích rượu, mỗi lần say liền vài tuần, đến khi tỉnh lại thì ra vẻ nghiêm trang như thường. Thái nói với Thầm rằng: "Rượu dẫu hợp với tính trời, nhưng cũng hại cho thân thể. Cùng anh giao du đã lâu, muốn khuyên ngăn anh, nhưng anh đã say sưa thì không thể nói gì; còn những lúc như bây giờ, thì lại không có gì để nói." Vương Thầm than thở hồi lâu, nói rằng: "Kẻ khuyên ta rất nhiều, nhưng chẳng ai được như người này!" Có người hỏi Thầm: "Phạm Thái so với Tạ Mạc thế nào?" Đáp: "Mậu Độ ngạo mạn hơn." Lại hỏi: "So với Ân Ký thế nào?" Đáp: "Bá Thông bình dị hơn."
Thượng thư bộc xạ Tạ Hỗn là kẻ hậu sinh nổi tiếng, Lưu Dụ nhân lúc nhàn rỗi hỏi ông ta rằng: "Danh vị của Phạm Thái có thể so với ai?" Đáp rằng: "Là nhân vật hạng nhất như Vương Nguyên Thái ."